# George Soros
George Soros (węg. György Soros [ˈɟørɟ ˈʃoroʃ], właśc. György Schwartz [ʃvaʁʦ]; ur. 12 sierpnia 1930 w Budapeszcie) – amerykański inwestor giełdowy pochodzenia węgiersko-żydowskiego,  filantrop, fundator Open Society Foundations i licznych fundacji, w tym Fundacji im. Stefana Batorego.

## Życiorys

### Młodość
Urodził się i mieszkał w żydowskiej rodzinie na Węgrzech do 1946. Jako młodzieniec próbował handlować walutą na czarnym rynku w czasie okupacji niemieckiej na Węgrzech. Uciekł na Zachód podczas kongresu młodych esperantystów. Wyemigrował do Wielkiej Brytanii w 1947. W 1952 ukończył studia w London School of Economics, gdzie uczestniczył m.in. w słynnych seminariach Karla Poppera. W 1956 przeniósł się do Stanów Zjednoczonych. Wspomina, że jego celem było zarobienie pieniędzy, które pozwoliłyby mu pracować jako pisarz i filozof.

### Kariera
Początki fortuny Sorosa mają źródło w inwestycjach giełdowych w akcje tzw. śmieciowych przedsiębiorstw. Były to akcje spółek, które miały trudną sytuację finansową, stały u progu bankructwa. Wobec kryzysu rynkowego w owych czasach nikt nie wierzył w możliwość istotnego dorobienia się na inwestycjach w akcje. Jednak Soros pod wpływem koncepcji gospodarczo-socjologicznych Poppera, zdecydował się zainwestować w nie posiadane fundusze, wychodząc z założenia, że skoro spółki owe przetrwały najgorszy kryzys, muszą mieć istotną zdolność do kreowania zysku, która w przyszłości spowoduje wzrost ich kursu. Tak też się stało, a Soros dorobił się fortuny.
Soros stał się znany 22 września 1992, gdy uważając, że funt szterling jest przewartościowany, dokonał spekulacji przeciw tej walucie, angażując 10 mld USD i grając na zniżkę kursu. W wyniku tego Bank Anglii był zmuszony wycofać walutę z mechanizmu kursów walutowych (ERM II), a Soros zarobił około jednego miliarda dolarów. Został nazwany „człowiekiem, który złamał Bank Anglii”. W 1997 w podobnej sytuacji w trakcie azjatyckiego kryzysu finansowego malezyjski premier oskarżył Sorosa o spowodowanie załamania waluty tego kraju. Dziewięć lat później, w 2006 roku, premier Mahathir bin Mohamad spotkał się z Sorosem i po rozmowie oznajmił, że Soros nie był w rzeczywistości odpowiedzialny za kryzys.

### Filantrop
Soros jest aktywnym filantropem od roku 1979, gdy zaczął przekazywać pieniądze, aby pomóc czarnoskórym studentom w Południowej Afryce w studiowaniu na Uniwersytecie Kapsztadzkim. Działania dobroczynne Sorosa w Europie Środkowej i Wschodniej mają miejsce głównie przez Open Society Foundations i liczne fundacje, np. Fundacja Batorego w Polsce. Soros podarował 250 milionów dolarów na Central European University w Budapeszcie.
Przez wiele lat Soros nie angażował się raczej w politykę, lecz zmieniło się to za czasów prezydentury republikanina George’a W. Busha. W wywiadzie dla Washington Post z 11 listopada 2003 Soros powiedział, że usunięcie Busha z fotela prezydenta USA jest „głównym zadaniem jego życia” oraz „sprawą życia i śmierci”. W celu realizacji tego zamierzenia Soros (wraz z drugą osobą) podarował 5 milionów dolarów dla MoveOn.org, organizacji związanej z Partią Demokratyczną. W sumie przekazał 15,5 miliona dolarów na działalność przeciw George’owi W. Bushowi.
Soros został wybrany przez „Financial Times” człowiekiem roku 2018. Za wyborem stoi zaangażowanie finansisty w obronę wartości demokratycznych.
W czerwcu 2023 roku przekazał kontrolę nad swoimi fundacjami oraz przedsiębiorstwami synowi Alexandrowi.

### Życie prywatne
Soros był trzykrotnie żonaty i ma pięcioro dzieci. Ojciec George’a Sorosa, Tivadar Soros, był pisarzem piszącym w esperanto.

## Odznaczenia
- Order Wielkiego Księcia Giedymina II klasy (Litwa, 1995)[8][9]
- Krzyż Komandorski Orderu Zasługi Rzeczypospolitej Polskiej (Polska, 1996)[10]
- Order Stara Płanina I klasy (Bułgaria, 1997)[11]
- Order Krzyża Ziemi Maryjnej I klasy (Estonia, 1998)[12]
- Order Trzech Gwiazd III klasy (Łotwa, 2002)[13]
- Order „Manas” (Kirgistan, 2003)[14]
- Krzyż Wielki Orderu Zasługi Republiki (Węgry, 2004)[15]
- Krzyż Komandorski z Gwiazdą Orderu Zasługi (Polska, 2012)[16][17]
- Order „Za zasługi” (Ukraina, 2015)[18]
- Order Wolności (Ukraina, 2015)[19]
- Krzyż Komandorski I Klasy Odznaki Honorowej za Zasługi dla Republiki Austrii (Austria, 2019)[20]
- Prezydencki Medal Wolności (Stany Zjednoczone, 2025)[21][22][23]

## Wyróżnienia
W roku 2000 Gazeta Wyborcza wyróżniła George’a Sorosa tytułem Człowieka Roku. Laudację na cześć laureata wygłosił minister spraw zagranicznych prof. Bronisław Geremek.
W 2018 otrzymał tytuł Człowieka Roku magazynu Financial Times.
Otrzymał doktoraty honoris causa następujących uczelni: New School for Social Research (Nowy Jork), Uniwersytetu Oksfordzkiego (1980), Uniwersytetu Ekonomicznego w Budapeszcie i Uniwersytetu Yale w 1991.

## Książki
- The Alchemy of Finance (1987) ISBN 0-471-44549-5.
- Opening the Soviet System (1990)
- Underwriting Democracy (1991)
- Soros on Soros: Staying Ahead of the Curve (1995) ISBN 1-891620-27-4.
- The Crisis of Global Capitalism: Open Society Endangered (1998)
- Open Society: Reforming Global Capitalism (2000)
- George Soros on Globalization (PublicAffairs, March 2002) ISBN 1-58648-125-8.
- The Bubble of American Supremacy: Correcting the Misuse of American Power (PublicAffairs, December 2003) ISBN 1-58648-217-3.
- The New Paradigm for Financial Markets (tytuł wydania polskiego: Nowy paradygmat rynków finansowych) (2008) ISBN 978-83-61040-60-6.

## Kontrowersje
Fakt, że stał się bogaty dzięki inwestycjom giełdowym (w grudniu 2017 roku jego majątek oceniano na 24,9 miliarda dolarów), zrodził niechęć niektórych osób, mimo że otwarcie przyznaje, że obecny system spekulacji finansowych szkodzi rozwojowi wielu krajów rozwijających się. Z drugiej strony w marcu 2003 roku, Soros Fund Management LLC został ukarany kwotą ponad 2 mln dolarów za manipulowanie kursem węgierskiego banku OTP.
W Polsce wywołuje kontrowersje wśród części środowisk antyglobalistycznych (z jednej strony krytykują oni nieetyczny – ich zdaniem – sposób w jaki Soros doszedł do swojej fortuny, ale z drugiej popierają jego krytykę polityki George’a W. Busha i globalizacji) oraz wśród skrajnej prawicy (z powodu jego poparcia dla społeczeństwa otwartego).
Jest obiektem politycznych ataków na Węgrzech z powodu otwartej krytyki rządów Viktora Orbána.